# سمير نويوة
سمير نويوة (مواليد 10 يوليو 1985) رياضي جزائري بارلمبي.

## الانجازات
| سنة  | الحدث                       | المكان                  | الميدالية | المنافسة |
| ---- | --------------------------- | ----------------------- | --------- | -------- |
| 2004 | الألعاب البارالمبية الصيفية | أثينا، اليونان          | فضية      | 800م     |
| 2004 | الألعاب البارالمبية الصيفية | أثينا، اليونان          | ذهبية     | 1500م    |
| 2004 | الألعاب البارالمبية الصيفية | أثينا، اليونان          | ذهبية     | 5000م    |
| 2008 | الألعاب البارالمبية الصيفية | بكين، الصين             | فضية      | 800م     |
| 2008 | الألعاب البارالمبية الصيفية | بكين، الصين             | برونزية   | 1500م    |
| 2011 | بطولة العالم لألعاب القوى   | كرايستشرش، نيوزيلندا    | ذهبية     | 800م     |
| 2011 | بطولة العالم لألعاب القوى   | كرايستشرش، نيوزيلندا    | ذهبية     | 1500م    |
| 2012 | الألعاب البارالمبية الصيفية | لندن، بريطانيا          | فضية      | 800م     |
| 2012 | الألعاب البارالمبية الصيفية | لندن، بريطانيا          | برونزية   | 1500م    |
| 2013 | بطولة العالم لألعاب القوى   | ليون، فرنسا             | فضية      | 800م     |
| 2013 | بطولة العالم لألعاب القوى   | ليون، فرنسا             | ذهبية     | 1500م    |
| 2013 | بطولة العالم لألعاب القوى   | ليون، فرنسا             | ذهبية     | 5000م    |
| 2015 | بطولة العالم لألعاب القوى   | الدوحة، قطر             | ذهبية     | 1500م    |
| 2016 | الألعاب البارالمبية الصيفية | ريو دي جانيرو، البرازيل | ذهبية     | 1500م    |

## روابط خارجية
- سمير نويوة على موقع Paralympic.org (الإنجليزية)